# Calafia
Calafia, o Califia, es la reina mítica de la isla de California, que apareció por primera vez en Las sergas de Esplandián, un libro de caballería escrita alrededor de 1510 por el poeta Garci Rodríguez de Montalvo. Las Californias, que toman su nombre de Calafia, son una región de América del Norte que abarca el estado estadounidense de California y los estados mexicanos de Baja California y Baja California Sur.